# San Fratello
San Fratello település Olaszországban, Szicília régióban, Messina megyében. Lakosainak száma 3259 fő (2023. január 1.). San Fratello Caronia, Militello Rosmarino, Sant’Agata di Militello, Acquedolci, Alcara Li Fusi és Cesarò községekkel határos.

## Népesség
A település lakossága az elmúlt években az alábbi módon változott:
| Lakosok száma | 3667 | 3592 | 3259 |
|               | 2017 | 2018 | 2023 |